# Emanuele Fuamatu
Emanuele Fuamatu (né le 27 octobre 1989 à Sydney en Australie) est un athlète australien naturalisé samoan, spécialiste des lancers.
Il représente d’abord l’Australie lors des Championnats du monde de la jeunesse 2005, les Championnats du monde juniors 2006 et ceux de 2008.

Il remporte la médaille d’argent lors des Jeux du Pacifique de 2011, avec un lancer à 18,11 m.
Son record personnel au lancer de poids est de 19,46 m, obtenu à Melbourne le 3 mars 2012.